# نو نات نوفمبر

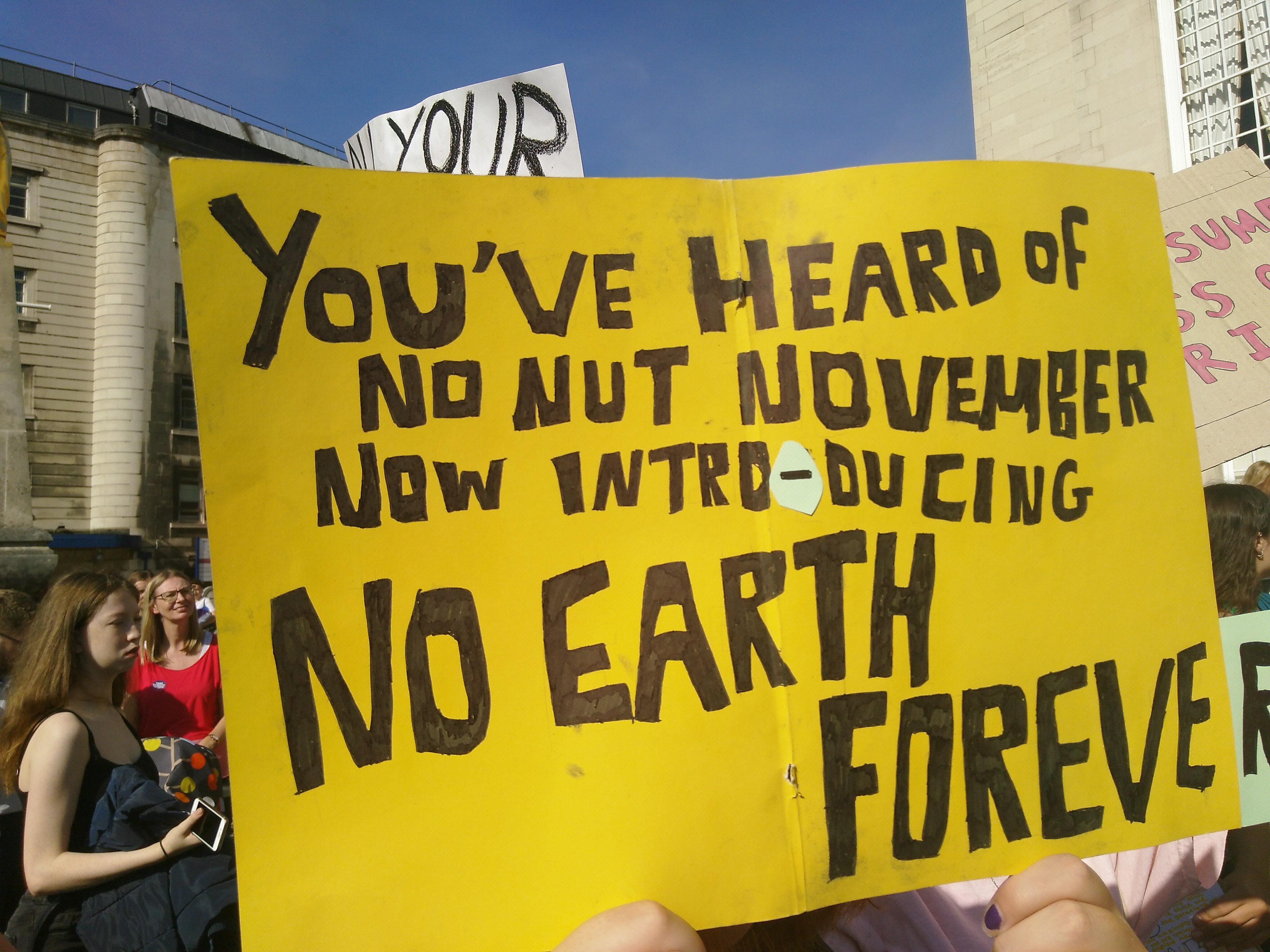

نو نات نوفمبر (بالإنجليزية: No Nut November) هو تحدٍ على الإنترنت يدور حول الامتناع عن ممارسة الجنس، حيث يمتنع المشاركون عن ممارسة العادة السرية أو الحصول على هزة الجماع خلال شهر نوفمبر. على الرغم من أن نو نات نوفمبر كان يهدف في الأصل إلى أن يكون ساخراً، إلا أن بعض المشاركين يزعمون أن الامتناع عن القذف ومشاهدة المواد الإباحية له فوائد صحية. تم نشر إدخال قاموس إيربن لـ No Nut November في عام 2011، وفي عام 2017، بدأت الحركة تكتسب شعبية على وسائل التواصل الاجتماعي. إنه مرتبط بمجتمع NoFap على ريديت، والذي يشجع أعضاءه على عدم ممارسة العادة السرية. نما مجتمع Reddit/r/ NoNutNovember من 16500 مشترك في نوفمبر 2018 إلى 52000 مشترك اعتبارا من نوفمبر 2019 وإلى 85300 مشترك في نوفمبر 2020.
بعد أن روجت بعض الشخصيات العامة، مثل بول جوزيف واتسون للحملة، اقترح EJ Dickson من مجلة رولينغ ستون أن الحركة قد تم استقطابها من قبل اليمين المتطرف. انتقدت إعلام فايس التحدي في عام 2018 بعد أن أرسل المتابعون تهديدات إلى حساب إكس هامستر على تويتر.

## روابط خارجية
- نو نات نوفمبر على إنه مرتبط بمجتمع NoFap على ريديت، والذي يشجع أعضاءه على عدم ممارسة العادة السرية.[1]ريديت